# 霍羅舍韋
49°51′8″N 36°13′30″E / 49.85222°N 36.22500°E

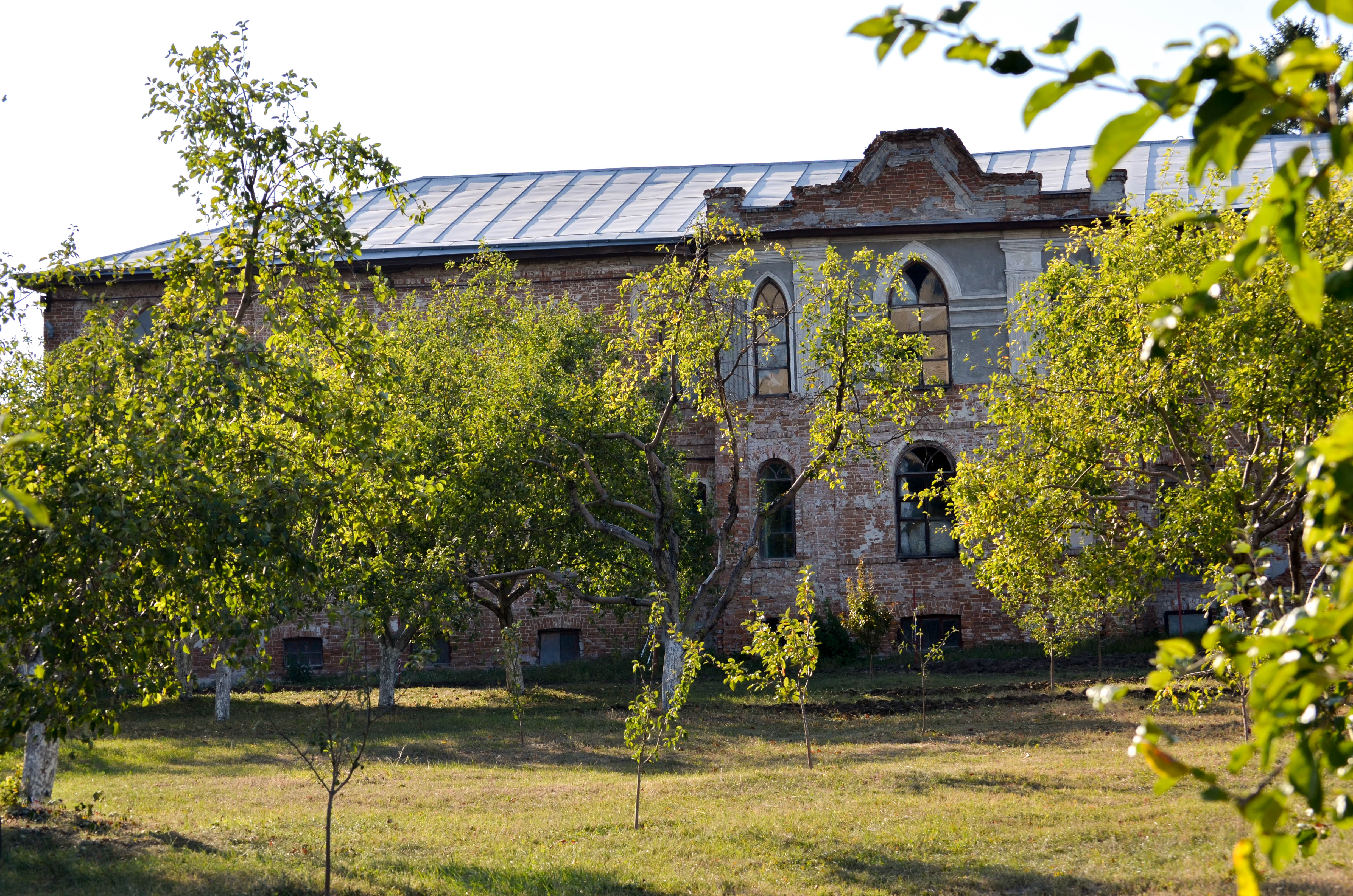
原修道院，后为疗养院

霍羅舍韋（烏克蘭語：Хорошеве），是烏克蘭東部哈爾科夫州哈爾科夫區貝茲柳迪夫卡市鎮内的市級鎮。處於烏達河右岸，始建於1654年，面積3.85平方公里，海拔高度142米，2001年人口普查總人口為4,620人，人口密度每平方公里1,200人。